# Yoshiko Yamaguchi
Yoshiko Yamaguchi (jap. 山口 淑子 Yamaguchi Yoshiko), znana też jako Li Xianglan (chiń. upr. 李香兰; chiń. trad. 李香蘭; pinyin Lǐ Xiānglán) i Shirley Yamaguchi (ur. 12 lutego 1920 w Fushun, zm. 7 września 2014 w Tokio) – aktorka i piosenkarka popularna w Japonii, Chinach i Stanach Zjednoczonych, później polityk, żona artysty Isamu Noguchi.
W czasie japońskiej okupacji Chin w latach 30. i 40. grała w filmach propagandowych. Niewiele brakowało, żeby została stracona przez Chińczyków. Po wojnie występowała w hollywoodzkich filmach klasy B. Działała też na rzecz pojednania chińsko-japońskiego.
Zmarła na niewydolność serca w wieku 94 lat.